# Aljaraque
Aljaraque es un municipio español de la provincia de Huelva, comunidad autónoma de Andalucía. Cuenta con una población de 22 489 habitantes (INE 2024). Su extensión superficial es de 33,82 km² y tiene una densidad de 616,09 hab/km². El núcleo urbano principal también incluye a las localidades de Corrales y Bellavista. El municipio se encuentra situado a una altitud de 35 metros y a 5 kilómetros por carretera de la capital de provincia, Huelva.

## Geografía
Situada a siete kilómetros de Huelva capital, en el entorno de Paraje Natural Marismas del Odiel en la denominada Tierra Llana limitando con los municipios de Huelva, Gibraleón, Cartaya y Punta Umbría.

## Población y ordenación urbana

### Núcleos de población
Tiene cuatro pedanías:
- Corrales: Su construcción data de comienzos del siglo XX, cuando la compañía británica The Tharsis Sulphur and Copper Company Limited tuvo que alojar a parte de los trabajadores que trabajaban en el ferrocarril y las instalaciones mineralúrgicas de la zona. En los últimos años la edificación en sus terrenos ha aumentado de forma considerable, en una nueva zona denominada «Nuevo Corrales», y en algunos edificios emula el estilo colonial inglés.

- Bellavista: Núcleo con urbanizaciones residenciales de adosados, chalets individuales y algunos bloques de pisos. Poblada desde la década de 1960, aproximadamente. Cuenta con un Centro Comercial al aire libre, un gran parque central, dos colegios, un consultorio de salud o una farmacia.

- Dehesa Golf: Urbanización residencial de lujo compuesta por chalets individuales, creada en la década de 1990 bordeando el campo de golf Bellavista y La Monacilla. Cuenta con el campo de golf —denominado «Bellavista»—, un centro comercial, un parque, un colegio y una residencia de ancianos.

- La Monacilla: Urbanización residencial de lujo, junto a Dehesa Golf. Cuenta con campo de golf de prestigio denominado La Monacilla Golf, inaugurado en 2010 y diseñado por José María Olazabal, así como el Club Social Lamiya, con instalaciones deportivas de alto nivel.

## Demografía
Aljaraque cuenta con una población de 22 489 habitantes (INE 2024).
| Gráfica de evolución demográfica de Aljaraque entre 1842 y 2021                                                     |
| |
| Población de derecho según los censos de población del INE Población de hecho según los censos de población del INE |

Aljaraque es la localidad onubense que más ha crecido poblacionalmente en los últimos años, debido en parte a la gran subida de precios de los inmuebles en la vecina Huelva, y a la calidad de vida de sus urbanizaciones, lo que ha producido que la localidad se haya convertido en una ciudad-dormitorio. El número de habitantes en los últimos años se indica a continuación:

## Economía

### Evolución de la deuda viva municipal
El concepto de deuda viva contempla sólo las deudas con cajas y bancos relativas a créditos financieros, valores de renta fija y préstamos o créditos transferidos a terceros, excluyéndose, por tanto, la deuda comercial.
| Gráfica de evolución de la deuda viva del Ayuntamiento de Aljaraque entre 2008 y 2022                                  |
| |
| Deuda viva del Ayuntamiento de Aljaraque, en miles de euros, según datos del Ministerio de Hacienda y Función Pública. |

## Patrimonio y monumentos

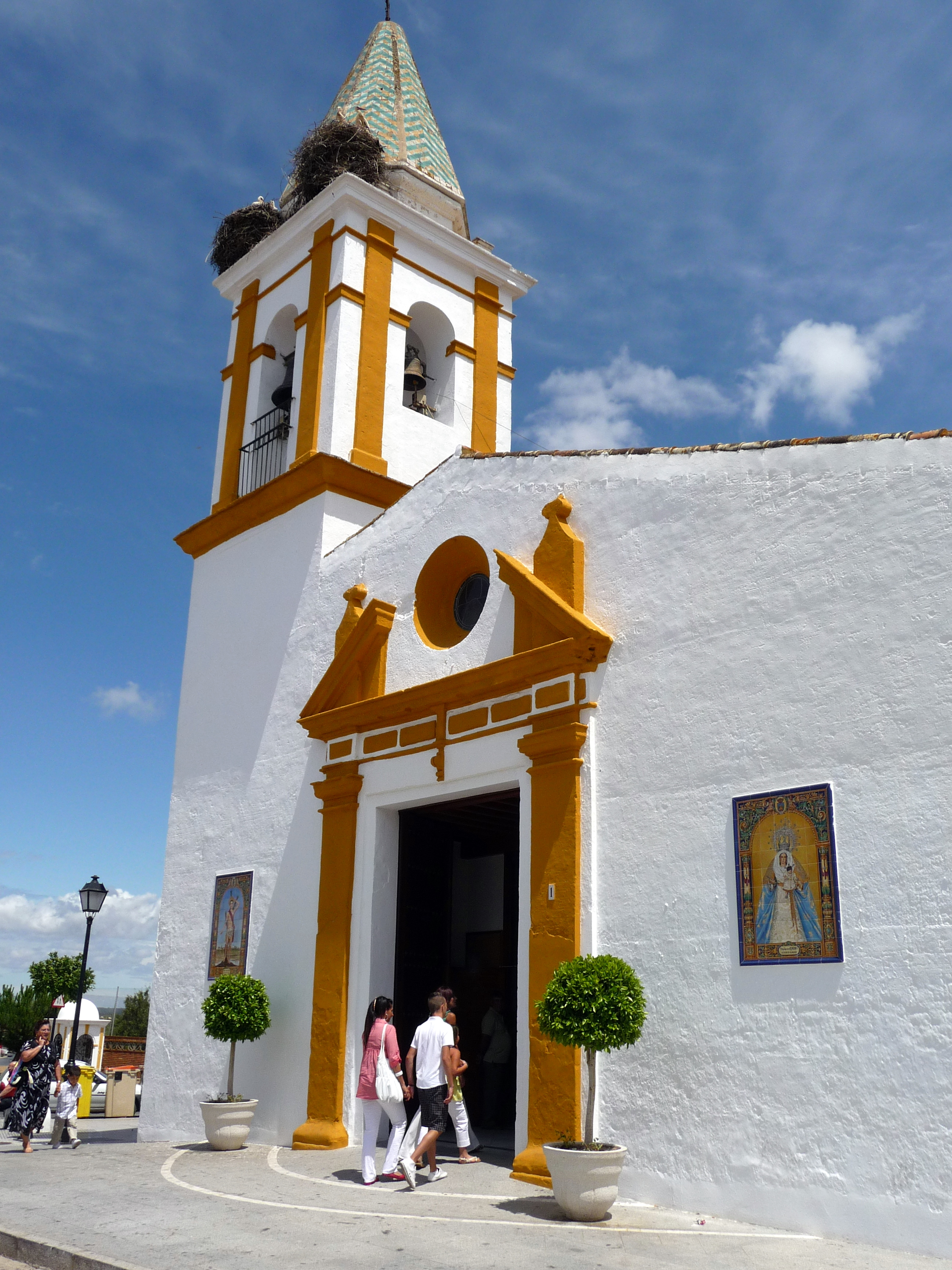
Iglesia de Nuestra Señora de los Remedios

### Ermita Ntra. Sra. de los Remedios

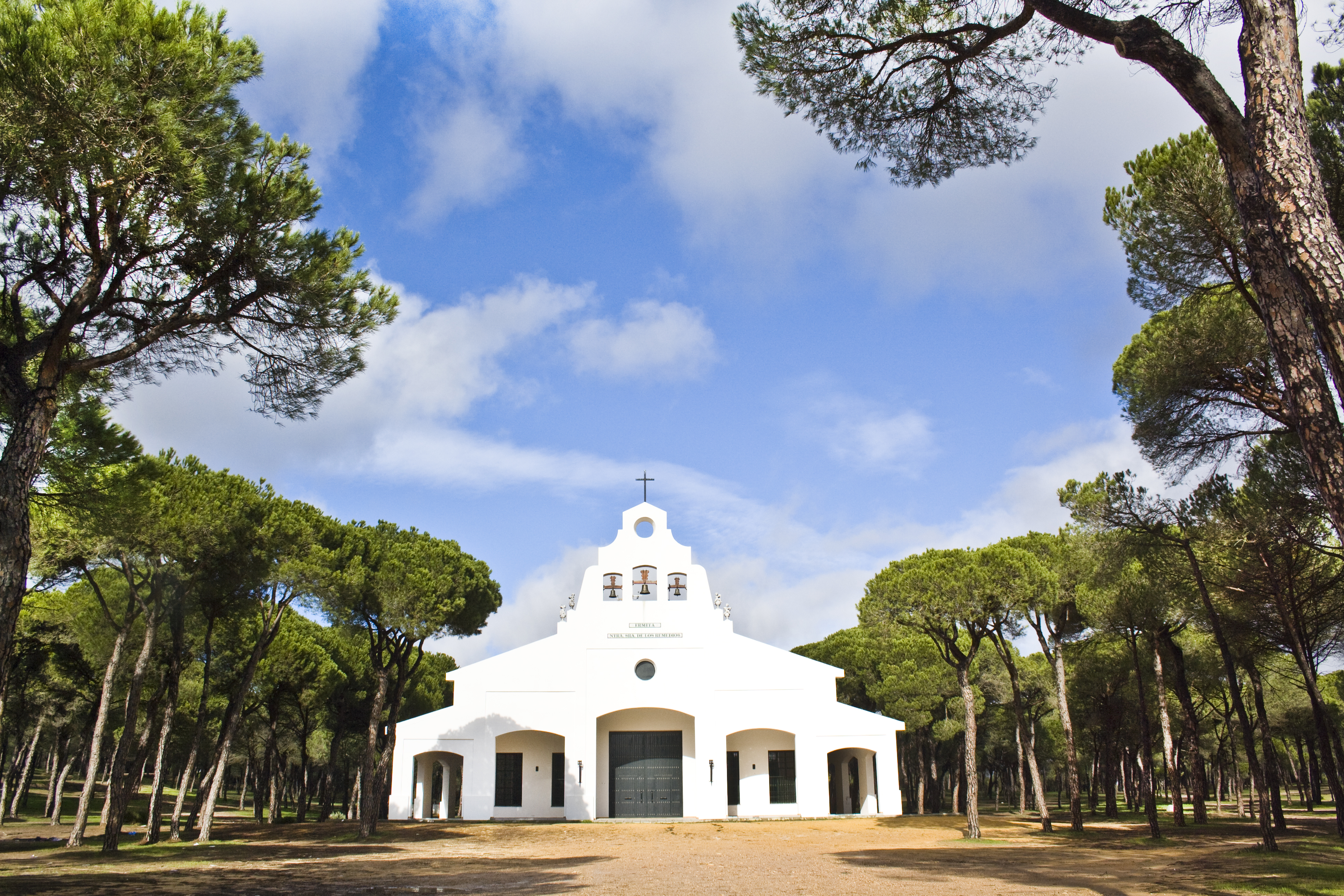
Ermita de Aljaraque

La ermita, construida en honor a Nuestra Señora de los Remedios, se convierte en uno de los edificios más notables del municipio a pesar de ser de reciente construcción.
Su blanca edificación destaca en medio de uno de los pinares más hermosos de la comarca donde se celebra anualmente la romería en honor a la Patrona de la localidad y titular del edificio.
La ermita se construyó según planos del arquitecto municipal Gonzalo Prieto Rodríguez, entre los años 2000 y 2003, con el fin de mejorar y acondicionar el recinto romero a las nuevas necesidades, ya que el anterior había quedado obsoleto por el gran crecimiento de la romería.
Con una superficie aproximada de 1000 m² es la segunda ermita más grande de la provincia de Huelva superada solamente por la ermita de El Rocío.
El interior, de tres naves, es circundado por un coro alto que se abre a la nave central y es cubierto con sencilla techumbre de madera sobre ocho pilares de unos nueve metros de altura.
La capilla mayor, de similar techumbre y con forma cuadrada, es concebida para alberga la imagen de la Virgen de los Remedios en los días de su Romería. El altar está adornado con un retablo de azulejos que representa la coronación de la Virgen por la Santísima Trinidad; a ambos lados del altar se abren la sacristía y las dependencias de la hermandad.
En el exterior, destaca la gran espadaña de un solo cuerpo rematada por una gran cruz. Alberga tres campanas, siendo la mayor de ellas la antigua campana del ayuntamiento. Todo el edificio es rodeado por un amplio porche con grandes ventanales que dan luz al interior.
La ermita fue bendecida por el Obispo de Huelva Monseñor Ignacio Noguer Carmona el 6 de junio de 2003, y es inaugurada por la imagen de la Virgen de los Remedios el día 15 de junio del mismo año.

### Iglesia de Nuestra Sra. Reina del Mundo (Corrales)
La iglesia de Ntra. Sra. Reina del Mundo de Corrales fue erigida por decreto episcopal de 1 de noviembre de 1959, desmembrada de la de Aljaraque. Pero ya había sido levantado el templo en 1956, gracias a la Compañía de Minas de Tharsis, según planos del arquitecto Juan Manuel Rodríguez Cordero. Consta de una sola nave, cubierta con bóveda de cañón rebajada, compuesta por cinco tramos, cada uno de ellos con sendos óculos. El presbiterio se cubre con bóveda transversal, de lunetos sobre trompas. A los pies del lado de la epístola, se abre la capilla bautismal, hoy dedicada a la titular, Nuestra Señora Reina del Mundo. En el lado del evangelio se sitúa el acceso a la escalera que sube al coro alto. A los pies, en el coro alto, se abre un óculo circular cuya vidriera ostenta un Cordero apocalíptico. La sacristía queda situada en la cabecera, al lado del evangelio. También, adosada a la cabecera, se halla situada la casa parroquial.
El exterior muestra un conjunto de notable gracia y armonía. La fachada está compuesta por una portada de arco rebajado, abocinada, que enmarca la puerta de ingreso. Sobre ella se eleva una espadaña de dos cuerpos. Los muros llevan contrafuertes que se corresponden a las lesenas del interior, en alternancia con los ósculos. Finalmente, tras el brazo de crucero, en tau, se sitúa la casa parroquial, de dos plantas.
Los bienes muebles son todos recientes. Hay que destacar la Virgen de las Mercedes, imagen dolorosa para vestir obra de Bonilla; y el Señor Cautivo, escultura de Antonio León Ortega, de 1958. 
La pila bautismal, de granito gris verdoso, con aplicaciones metálicas, es de interesante traza, colocada en 1955. 
En el lado de la epístola, el altar del Corazón de Jesús, imagen de Antonio Castillo Lastrucci, anterior a 1945 y proveniente de la parroquia de Ntra. Sra. de los Remedios de Aljaraque. 
Altar de Santa Bárbara, escultura en madera policromada, de Antonio León Ortega, 1957.
En la antigua Capilla bautismal, es venerada la imagen de la titular del templo, Nuestra Señora, Reina del Mundo, obra de Antonio León Ortega, del año 1958.

### Iglesia de Ntra. Sra. de Bellavista (Bellavista)
El templo parroquial de Nuestra Señora de Bellavista fue edificado por iniciativa del vecindario, según planos del arquitecto Francisco de la Corte López, y fue bendecido por Mons. González Moralejo el 21 de septiembre de 1991, desde esta fecha comenzó a funcionar como cuasi-parroquia, hasta que fue erigida como parroquia en 1996. Digna de destacar es la Virgen de Bellavista, obra del escultor Elías Rodríguez Picón, finalizada en agosto de 2005 y que viene a sustituir otra de pequeño tamaño y sencilla hechura, de Antonio León Ortega. La figura indiscutible de esta parroquia es Don Paulino, el párroco que lleva casi 20 años en el municipio de Bellavista y que es muy conocido y querido por todos los vecinos de esta localidad onubense.

### Ermita de San Sebastián
Dedicada al Patrono del municipio y a ochenta pasos de la población aún permanecen las ruinas de la Ermita situadas en el sitio denominado Los Poyetes.

### Yacimiento arqueológico de Papa Uvas
De la transición neolítico-calcolítico

## Cultura

### Romería de Ntra. Sra. de los Remedios

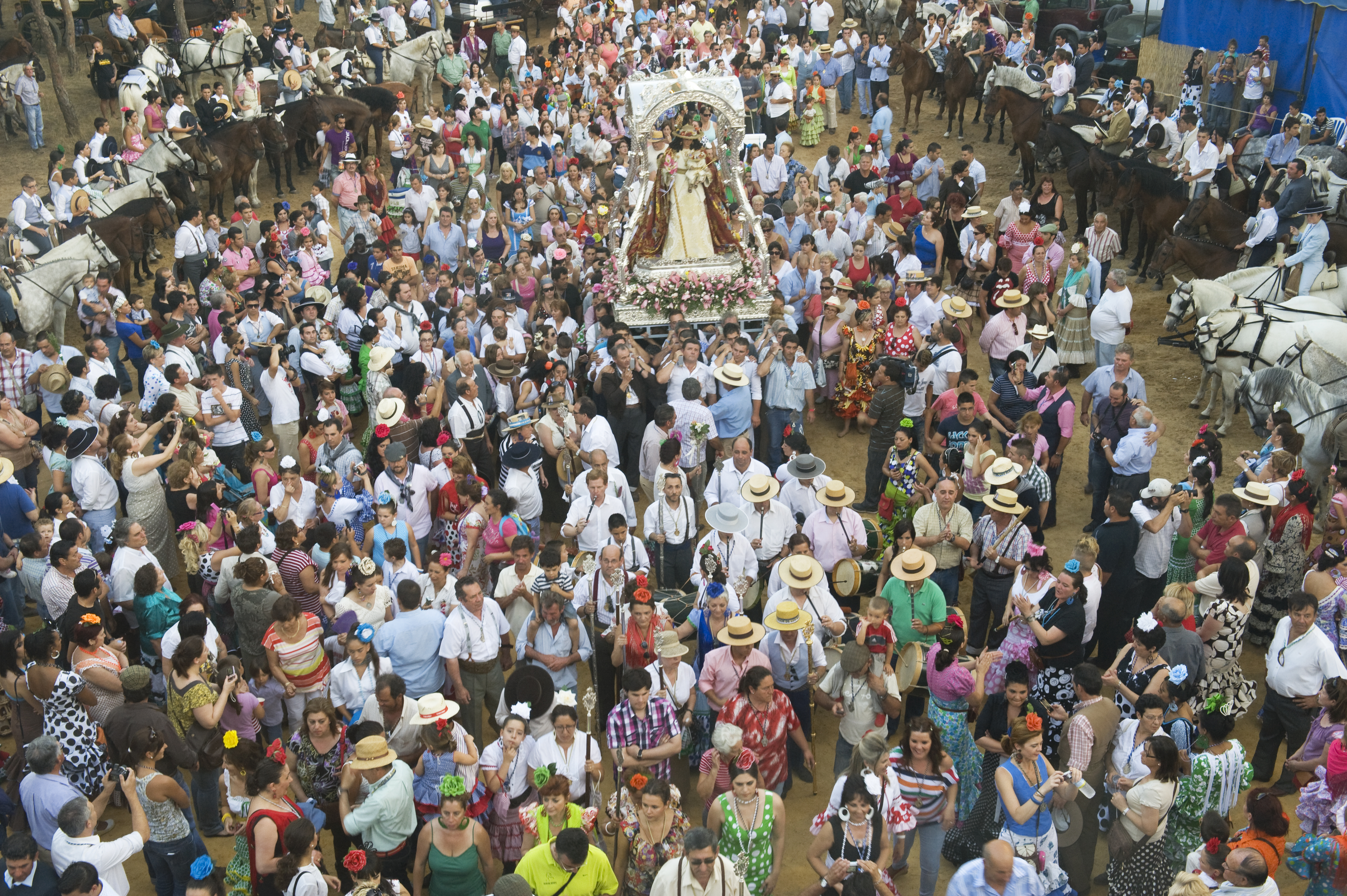
Virgen de los Remedios de Aljaraque en Romería

La romería que desde el año 1955 se celebra en Aljaraque (Romería de Aljaraque) en honor a la Virgen de los Remedios, reúne todos los elementos necesarios, que la hacen merecedora de ser considera una de las mejores romerías de la provincia de Huelva. Se celebra el fin de semana desde el viernes hasta el domingo de la Santísima Trinidad, una semana justo después de la fiesta de Pentecostés, y son miles de personas las que asisten a este evento cada año en un paraje de pinos de una belleza incomparable. La Virgen aparece ataviada con los clásicos atuendos de divina pastora, bajo un templete de plata realizado en 2005, tirada por bueyes y también portada a hombros por sus costaleros. Digna de destacar son la ofrenda de flores y la entrada de la comitiva romera al recinto, así mismo la puja del “Clavel” reúne gran cantidad de personas, se trata de la subasta del ramo de flores que la Virgen ha portado durante toda la romería y que da opción al Mayordomo, personaje de honor de esta fiesta.
Las casetas o enramás donde se reúnen los vecinos superan los dos centenares y son edificaciones efímeras antiguamente construidos por ramas de eucaliptos, de ahí el nombre “enramás” y que hoy se construyen mayoritariamente con toldos y son prefabricadas. En estos lugares los vecinos muestran su hospitalidad característica que impera en estos días, donde no se escatiman gastos para agasajar a vecinos y visitantes con los mejores productos de la tierra. Así mismo, es típica la numerosa caballería que utilizan los romeros en estos días, son centenares de caballo que dan un matiz andaluz y campestre complementado por los trajes de flamenco y faralaes de alta costura.

### Fiestas de San Sebastián
Las fiestas de invierno, o fiestas de San Sebastián, eran muy populares en la antigüedad y contaban con gran aceptación y afluencia de público a pesar de las lógicas condiciones meteorológicas propias de la época en que se celebran, en torno al 20 de enero. En los años cuarenta comienza un declive paulatino de esta festividad dando lugar a su erradicación a finales de los años setenta.
En el año 2001, un grupo de jóvenes, comprometidos con las tradiciones de su pueblo, y animado por el párroco, deciden formar la “fraternidad de San Sebastián” con el fin de recuperar las fiestas en honor al patrón, y al año siguiente vuelve a procesionar por las calles de su pueblo la imagen que el escultor Antonio León Ortega tallara en el año 44 y que es considerada una de las obras más importantes de este imaginero. 
En la actualidad, las fiestas de San Sebastián, se desarrollan en un fin de semana, teniendo la celebración de un triduo y un día de convivencia en el campo donde además se bendicen los animales que acercan al Santo los presentes al acto. Como es de esperar, no falta en la fiesta la orquesta y el baile así como los cohetes y la música del tamborilero o la banda municipal, también se pueden degustar los tradicionales palmitos y el buen vino de la tierra, todo resulta poco para festejar al patrón de Aljaraque.
Cuando la onomástica del Santo coincide en domingo, ese mismo día se desarrollan la misa principal y la procesión, y cuando coincide en cualquier otro día, se traslada la fiesta al domingo siguiente.